# Elizabeth Keckley
Pour les articles homonymes, voir Keckley.
Elizabeth Keckley, née le 26 mai 1818 à Dinwiddie et morte le 26 mai 1907 à Washington, est une femme de lettres américaine.

## Biographie
Elizabeth Hobbs Keckley naît le 26 mai 1818 à Dinwiddie. Elle est le seul enfant d'Agnes Hobbs, une esclave du colonel A. Burwell, et de George Pleasant.
Esclave, en 1855 elle achète sa liberté et celle de son fils avec des prêts de ses clients.
Déménageant à Washington en 1860, elle connaît le succès comme couturière et devient une amie de Mary Todd Lincoln.
Elle fonde en 1862 la Contraband Relief Association.
Elle est l'auteure de Behind The Scenes.
Elizabeth Keckley meurt le 26 mai 1907.